# Amores (filme)
Amores é um filme de drama brasileiro de 1998 dirigido por Domingos de Oliveira a partir de um roteiro do diretor em parceria com Priscilla Rozenbaum. O filme acompanha a vida de um grupo de amigos e suas experiências amorosas e é estrelado por Clarice Niskier, Domingos de Oliveira, Priscilla Rozenbaum, Maria Mariana, Ricardo Kosovski e Vicente Barcellos.

## Sinopse
O filme conta a história de um grupo de amigos vivendo seus conflitos e vidas amorosas. Vieira (Domingos de Oliveira) trabalha como roteirista em uma emissora de televisão. Ele é divorciado e tem uma filha de 23 anos, Cíntia (Maria Mariana), com quem ele não tem uma relação cheia de conflitos. Telma (Prisiclla Rozenbaum), melhor amiga de Vieira, está tentando engravidar do marido mas enfrenta complicações. Luísa (Clarice Niskier), a irmã de Telma, engata um namoro com um artista soropositivo (Vicente Barcellos), o que a deixa preocupada e desperta preconceito entre seus conhecidos.

## Elenco
- Domingos de Oliveira como Vieira
- Maria Mariana como Cíntia
- Priscilla Rozenbaum como Telma
- Ricardo Kosovski como Pedro
- Clarice Niskier como Luísa
- Vicente Barcellos como Rodrigo

#### Participações especiais
- André Mattos
- Clara Bethencourt
- Pedro Bethencourt
- Nico Nicolaiwesky
- Sílvio Pozzato

## Produção
O filme é baseado em uma peça de teatro de mesmo nome, escrita pelo diretor e sua esposa, Priscilla Rozenbaum, em 1960. A atriz Maria Mariana, que interpreta uma das protagonistas, é filha do diretor do filme Domingos de Oliveira. O filme marca a volta aos cinemas de Domingos que havia passado vinte anos afastado de produções cinematográficas, se dedicando ao teatro e televisão. As filmagens ocorreram ao longo de três semanas com locações quase inteiras na casa do diretor do filme e também na casa da diretora de arte.

## Lançamento
O filme teve estreia mundial nos Estados Unidos sendo exibido no Miami Brazilian Film Festival em 10 de abril de 1998. No Brasil, esteve no Festival de Gramado de 1998. Em 4 de setembro de 1998 foi lançado comercialmente no Brasil pela Riofilme. No mês seguinte foi selecionado para o Chicago International Film Festival, também nos Estados Unidos.

## Recepção
Elvis César Bonassa, em sua crítica à Folha de S.Paulo, escreveu que o filme possui "a força de uma “verdade guardada no mito” que opõe vontade humana a destino. Desse modo, “a crença aparentemente ingênua no amor tem um poder de transformação que se rebela contra a estupidez da vida atual”. O “final feliz” adquire sentido especial, “quase panfletário, a favor da persistência das relações amorosas [...] e da confiança no casamento."
Embora o filme tenha sido bem recepcionado no Festival de Gramado, ao assistir o filme durante a sessão, o diretor Domingos de Oliveira expos que não se sentiu satisfeito com o resultado de seu trabalho, o classificando como razoável e sem pretensão de assisti-lo novamente.

## Prêmios e indicações
| Ano  | Associações                         | Categoria                | Recipiente(s)                              | Resultado | Ref.   |
| ---- | ----------------------------------- | ------------------------ | ------------------------------------------ | --------- | ------ |
| 1998 | Festival de Cinema de Gramado       | Melhor Filme             | Domingos de Oliveira                       | Indicado  | [ 9 ]  |
| 1998 | Festival de Cinema de Gramado       | Melhor Filme do Público  | Domingos de Oliveira                       | Venceu    | [ 9 ]  |
| 1998 | Festival de Cinema de Gramado       | Prêmio da Crítica        | Domingos de Oliveira                       | Venceu    | [ 9 ]  |
| 1998 | Festival de Cinema de Gramado       | Prêmio especial do júri  | Domingos de Oliveira                       | Venceu    | [ 9 ]  |
| 1999 | Prêmio Guarani de Cinema Brasileiro | Melhor Filme             | Amores                                     | Indicado  | [ 10 ] |
| 1999 | Prêmio Guarani de Cinema Brasileiro | Melhor Diretor           | Domingos de Oliveira                       | Indicado  | [ 10 ] |
| 1999 | Prêmio Guarani de Cinema Brasileiro | Melhor Atriz Coadjuvante | Clarice Niskier                            | Venceu    | [ 10 ] |
| 1999 | Prêmio Guarani de Cinema Brasileiro | Melhor Roteiro           | Domingos de Oliveira e Priscilla Rozenbaum | Indicado  | [ 10 ] |
| 1999 | Prêmio Guarani de Cinema Brasileiro | Melhor Trilha Sonora     | Nico Nicolaiewsky                          | Indicado  | [ 10 ] |
| 2000 | Prêmio APCA                         | Melhor Roteiro           | Domingos de Oliveira e Priscilla Rozenbaum | Venceu    | [ 11 ] |

## Mídia caseira
A partir de maio de 2000, o filme foi lançado e comercializado em DVD.